# 密教の水源をみる 空海・中国・インド
『密教の水源をみる 空海・中国・インド』（みっきょうのすいげんをみる くうかい・ちゅうごく・いんど）は、小説家の松本清張による著作。1984年4月に講談社から書き下ろし刊行された。
平安時代初期の僧・空海の入唐前後の事情や、古代インドで成立したとされる密教の発生・伝来に関する著者の推論を交えながら、中国・インドの各地をたどる紀行エッセイ。特別番組「松本清張、密教に挑む - マンダラに宇宙を見た」（1984年3月27日放送、朝日放送制作）の取材班への同行記録となっている（取材期間は1983年5月25日 - 6月13日（中国）、1983年10月1日 - 10月13日（インド））。

## 内容

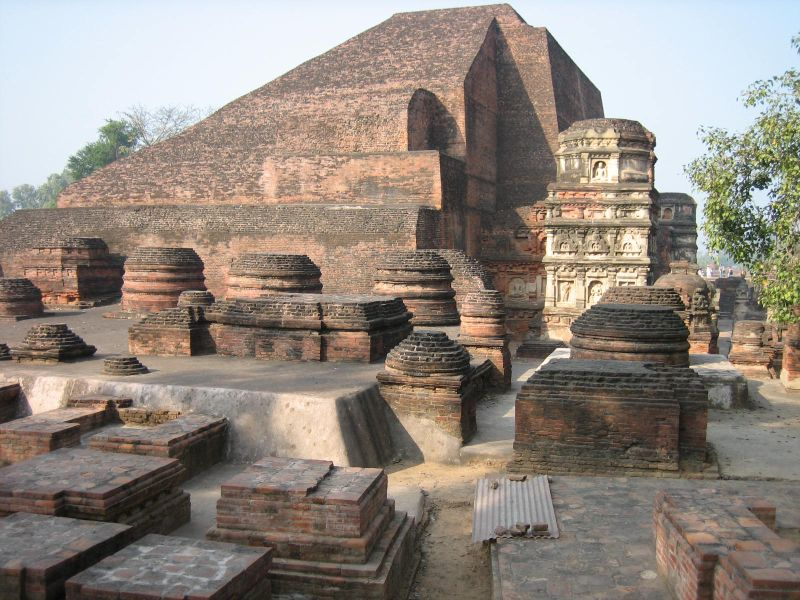
ナーランダの遺跡

1. 中国篇Ⅰ 無錫・福州・揚州
大運河の街・無錫／入唐の起点・福州／空海入唐の謎／大使と空海一行の行路／交通の要衝・揚州／『東征伝』の虚構
  - 日本から唐に渡った空海の実像をめぐる考察、鑑真像に関する見解など。
2. 中国篇Ⅱ 西安・蘭州
大都・長安／「中国密教」の流れ／胡人の通路・蘭州
  - 長安での空海の活動、古代中国での密教の待遇をめぐる考察など。
3. インド篇 デリー・ナーランダー・パトナー・マハーバリプラム・コナーラク・ブバネーシュワル・カルカッタ
首都・デリー／仏教研究の中心・ナーランダー寺大学／統治手段とされた大乗仏教／インド宗教の変遷／ヒンドゥー寺院を歩く
  - 古代インドにおける宗教の特質、古代ペルシア文化との関連をめぐる考察など。
4. 考究篇
「インド密教」の幻影／中国密教・空海
  - 本書全体の結論。